# Meagan Best
Meagan Heidi Best (* 26. April 2002 in Bridgetown) ist eine barbadische Squashspielerin.

## Karriere
Meagan Best erreichte ihre höchste Platzierung in der Weltrangliste mit Position 208 im Januar 2018. 2016 und 2017 wurde sie Karibikmeister und gewann 2018 bei den Zentralamerika- und Karibikspielen mit der Mannschaft die Bronzemedaille. Sie ist vierfache Landesmeisterin und vertrat Barbados bei den Commonwealth Games 2018. Bei den Panamerikanischen Spielen 2023 in Santiago de Chile gewann Best sowohl mit Margot Prow im Doppel als auch mit der Mannschaft die Bronzemedaille.

## Erfolge
- Karibikmeister: 2016, 2017
- Panamerikanische Spiele: 2 × Bronze (Doppel und Mannschaft 2023)
- Zentralamerika- und Karibikspiele: 1 × Bronze (Mannschaft 2018)
- Barbadische Landesmeisterin: 4 Titel (2016–2019)